# سوفی لیبکنشت

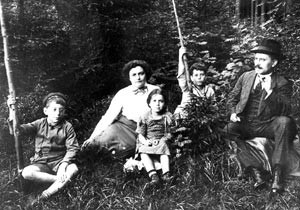
سوفی لیبکنشت به همراه همسر و فرزندانش در سال، ۱۹۱۳.

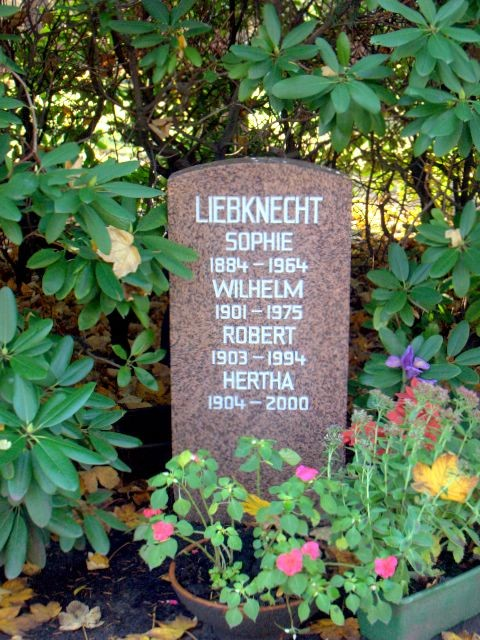
سنگ قبر سوفی لیبکنشت و خانواده اش.

سوفی لیبکنشت (۱۹۶۴–۱۸۸۴) فمینیست و سوسیالیست آلمانی متولد روسیه است. او همسر دوم کارل لیبکنشت است. کارل سه فرزند از همسر اولش جولیا لیبکنشت داشت.
سوفی در روستف اون دون زاده شد و در امپراتوری آلمان تحصیلاتش را انجام داد و در آنجا با متفکر مارکسیست، کارل لیبکنشت، که بعد تبدیل به رهبر انقلابی شد در ۱۹۱۲ ازدواج نمود. او که در ابتدا عضو حزب سوسیال دموکرات آلمان بود او همراه با شوهرش هنگامی که در ۱۹۱۸ حزب کومونیست گرمانین را بنا نهاد، به آن منتقل شد. کارل در ۱۹۱۹ بعد از شورش ناکام اسپارتاسیست به قتل رسید. سوفی پیش از بازگشت به آلمان در زمان وایمار به لندن رفت. با قدرت گرفتن نازی‌ها در دههٔ ۳۰ اعضای خانواده لیبکنشت از ترس جان تصمیم گرفتند در تبعید زندگی کنند. سوفی به روسیه رفت و باقی عمرش را در آنجا گذراند. او در سال ۱۹۶۴ فوت نمود و پسران کارل در مراسم تشییع جنازه او شرکت نمودند. دولت شوروی برای او مراسمی عمومی برگزار نمود و سرباز افتخاری گماشت. مکاتبات او با رزا لوکزامبورگ به چاپ رسیده است.